# Hyperolius drewesi
Hyperolius drewesi je vrsta žabe iz porodice Hyperoliidae. Endem je otoka Príncipe u São Tomé i Príncipeu. Uobičajena imena uključuju oceansku drvenu žabu i Drewesovu trščanu žabu. To je jedina trščana žaba koja živi na otoku Principe. 

## Opis
Hyperolius drewesi opisan je od 17 mužjaka i jedne ženke, raspon otvora njuške mužjaka je 24,8 – 30,9 mm, a ženke 32,7 mm. Oba spola su zelena. Juvenilna boja je žutosmeđa sa svijetlo žutim dorzolateralnim linijama.